# Upper Memory Area
Die Upper Memory Area (UMA) ist ein Speichertyp von MS-DOS und dazu kompatiblem DOS, die im ursprünglichen Design des IBM Personal Computer mit 384 KB (= 393.216 Bytes) von IBM definiert wurde. Dabei wurde der maximal mögliche Arbeitsspeicher des IBM PC, der mit dem 16-Bit-Prozessor Intel 8088 maximal 1 MiB adressieren kann, in zwei Bereiche unterteilt: den konventionellen Speicher bis 640 KB (= 655.360 Bytes) und den Rest, der sich bis zur 1-MB-Grenze (= 1.048.576 Bytes) ausgeht, für diverse ROMs und den Grafikspeicher. Weil die UMA in den meisten Fällen nicht vollständig genutzt wird, können ab dem i386 freie Bereiche daraus in zusammenhängenden Böcken, den UMBs (englisch „Upper Memory Blocks“), für das Betriebssystem und Programme genutzt werden. Der deutsche Begriff „oberer Speicherblock“ für UMB findet sich jedoch selbst in der Speicherverwaltung von DOS kaum, wie auch „oberer Speicherbereich“ für die UMA, weil diese oft mit dem „hohen Speicherbereich“ (High Memory Area, HMA) verwechselt wurden.
Die Nutzung UMBs in DOS wurde von Digital Research im Mai 1990 mit DR DOS 5.0 eingeführt, Microsoft zog im Juni 1991 mit MS-DOS 5.0 nach.

## Details
Der Adressraum oberhalb der Speicheradresse A0000hex (entspricht 640 KB) ist für Zusatzhardware (Grafikkarten, SCSI-Controller und Ähnliches) und für das BIOS reserviert. Bei den ersten IBM PCs (wie dem IBM 5150), die gerade einmal 64 KB RAM als Arbeitsspeicher hatten, bedeutete dies keine nennenswerte Einschränkung. Später wurden die Programme jedoch immer speicherhungriger, viele verlangten, dass ein sehr großer Teil des konventionellen Speichers (unterhalb von A0000hex) für sie selbst verfügbar war. Dies stellte dann ein Problem dar, wenn auch noch diverse Treiber und TSR-Programme in den konventionellen Speicher geladen werden sollten – der verbleibende Speicher war dann letztlich für viele Programme zu klein. Zugleich wurde der Adressraum oberhalb von A0000hex aber nur in den seltensten Fällen von Zusatzhardware und dem BIOS komplett belegt; meist blieben hier zwischen 128 und 256 KB ungenutzt, und zwar nicht direkt nach dem Ende des konventionellen Speichers bei A0000hex (hier sitzt die Grafikkarte), sondern in der Mitte des reservierten Bereiches, maximal von C8000hex bis F8000hex.
Konventionelle DOS-Programme können diesen speziellen Adressraum zwar adressieren und problemlos nutzen, allerdings befindet sich hier eben kein Arbeitsspeicher, da der Bereich ja für Zusatzhardware freigehalten wird. Möchte man Programme, Treiber oder TSR-Programme nicht in den konventionellen Speicher laden, sondern dafür UMBs nutzen, muss der jeweilige Adressraum als RAM angesprochen werden können. Dies ist auf 8088/8086- bis 80286-basierten PCs nur eingeschränkt möglich, da x86-Prozessoren erst mit dem 80386 eine Speicherverwaltungseinheit (MMU) besitzen. Der obere Speicherbereich (UMA) ist daher nicht automatisch nutzbar, da ungenutzte Bereiche meist entweder nicht zugeordnet oder schreibgeschützt sind. Auf PCs mit diesen Prozessoren sind UMBs daher nur auf gewisser Hardware, beispielsweise auf Mainboards mit speziellen 286-Chipsätzen oder wenn eine EMS-Erweiterungskarte mit UMA-Unterstützung vorhanden ist, und dann nur mit erhöhtem Aufwand einzurichten, sofern spezielle Treiber vorhanden sind. Teils können auch Bereiche der UMA, die eigentlich für andere Zwecke gedacht sind, mit Treibern in UMBs umgewandelt werden, stehen dann aber nicht mehr für die ursprüngliche Funktion zur Verfügung: beispielsweise kann bei manchen Grafikkarten der Adressraum für den Grafikspeicher mit einem spezifischen Treiber in UMBs umgewandelt werden, allerdings kann dann nur mehr der Textmodus genutzt werden – bei Verwendung des Grafikmodus würde derselbe Speicherbereich für UMBs und den Grafikspeicher verwendet, was zu Instabilitäten und Abstürzen führt. Mit einer für die Retrocomputing-Szene entwickelten 8-Bit-ISA-Speicherkarte und einem generischen, aber manuell zu konfigurierenden DOS-UMB-Treiber können sogar auf einem originalen IBM PC (oder einem kompatiblen Nachbau bis zum PC/AT) UMBs konfiguriert und diese von einem kompatiblen DOS, wenn dieses UMBs verwalten kann, für Treiber und TSRs genutzt werden.
Ab dem i386 kann gewöhnlicher RAM von höheren Adressen jenseits der 1-MB-Grenze (Extended Memory) in den Adressraum der UMA „verlegt“ werden. Dafür gibt es generische Treiber wie beispielsweise EMM386.EXE oder UMBPCI.SYS. Diese sorgen dann dafür, dass RAM in den UMBs sichtbar wird.
Der konventionelle Speicher muss unter DOS ein einziger zusammenhängender Adressraum sein, daher sind die UMBs nicht direkt als Teil des konventionellen Speichers verwendbar. Damit nun trotzdem Treiber und TSR-Programme in diesen Speichertyp geladen werden können, muss das Betriebssystem die Verwaltung übernehmen; die in MS-DOS und PC DOS dafür verwendeten Befehle sind DEVICEHIGH in der CONFIG.SYS für Treiber und LOADHIGH (kurz LH; z. B. in der AUTOEXEC.BAT) für TSR-Programme, die ihr Ziel jeweils in UMBs laden. Unter DR DOS 5.0 heißen die Befehle mit HIDEVICE und HILOAD ähnlich, DR DOS 6.0 unterstützt beide Varianten. Außerdem wurde in MS-DOS 5.0 ein neuer Systemaufruf (via Interrupt 21hex, Funktion 5803hex) eingeführt, mit dem ein Programm dem Betriebssystem signalisiert, dass es für Speicheranforderungen auch Speicher aus der UMA akzeptiert. Alternativ kann der XMS-Treiber (z. B. HIMEM.SYS) explizit angesprochen werden, um über die API-Funktion 10hex Speicherbereiche in der UMA zu reservieren. Auf diese Weise kann die Menge an frei bleibendem konventionellen Speicher erhöht werden, so dass für gewöhnliche Anwendungsprogramme und Spiele mehr Speicher übrig bleibt.

## Begriffsverwirrung
In den deutschsprachigen MS-DOS-Versionen, die die High Memory Area (HMA) unterstützten, wurde diese als „oberer Speicherbereich“ bezeichnet. Als die Unterstützung für UMBs hinzukam, verwendete man dann für diese den Namen „hoher Speicherbereich“. Die Benennung war also im Deutschen gerade umgekehrt gehandhabt wie im Englischen, was zusammen mit der insgesamt schweren Verständlichkeit der MS-DOS-Speicherverwaltung zu viel Verwirrung bei den Anwendern führte. Erst unter Windows 95 wurden die deutschen Begriffe vertauscht, so dass sie nun den Englischen direkter entsprachen.